# Bucy-le-Roi
Bucy-le-Roi é uma comuna francesa na região administrativa do Centro, no departamento Loiret. Estende-se por uma área de 4,59 km². Em 2010 a comuna tinha 181 habitantes (densidade: 39,4 hab./km²).